# Olavarría
Olavarría è una città della provincia argentina di Buenos Aires, capoluogo dell'omonimo partido.

## Geografia fisica
Il dipartimento di Olavarría è ubicato al centro della provincia de Buenos Aires, Argentina, (37° S., 60° O.), i suoi confini corrispondono con quelli della pianura pampeana. La sua superficie è pari a 7.715 km² con circa 100.000 abitanti.
Olavarría, è il capoluogo dell'omonimo dipartimento e conta circa 80.000 abitanti. La regione è piana e composta da alcune serre che non superano comunque i 500 m sul livello del mare
La regione dispone di diversi laghi e fiumi, alcuni corsi permanenti ed altri temporanei. Il fiume più importante è il Tapalqué, che nasce nelle Manantiales di Querandíes e attraversa la città da sud a nord. Il lago più visitato è il Blanca Grande, ubicato a nord del dipartimento. Il suolo è ricco di roccia granitica, il che ha permesso nella regione lo sviluppo di un'importante industria della pietra.

## Etimologia
Il nome della città deriva dal colonnello José Valentín de Olavarría, nato a Salto, provincia di Buenos Aires, il 13 febbraio del 1801. Eroico combattente sin dall'età di 12 anni, morì nel 1845 a Montevideo dove si era ritirato con la famiglia.

## Storia
La prima spedizione nell'attuale regione di Olavarría avvenne nel 1741, anno in cui si firmarono dei trattati con gli indios Serranos. Il primo vero intento di occupazione fu invece con la campagna militare contro i nativi tra il 1855 e il 1856, mentre il primo insediamento stabile si può datare al 1º agosto 1866, quando il colonnello Alvaro Barros, considerato il fondatore di Olavarría, vi fondò un accampamento fortificato dopo aver sancito un trattato di pace con le locali popolazioni aborigene. Sua intenzione era di rispettare e convivere con gli indigeni. L'odierno cittadina fu fondata ufficialmente il 25 novembre 1867.
Nel 1873 gli italiani, principale corrente migratoria di Olavarría, fondarono l'Asociación Mutual, prima nel suo tipo, che chiamarono Società filantropica di mutuo soccorso, intitolata a Menotti Garibaldi.

## Cultura

### Istruzione

#### Musei
- Museo Municipale "Dámaso Arce"

## Infrastrutture e trasporti

### Strade
La città è situata presso l'intersezione tra la strada nazionale 226, che unisce la città balneare di Mar del Plata con il centro ed il nord-ovest della provincia di Buenos Aires, e la strada provinciale 51.

### Ferrovie
Olavarría è dotata di una propria stazione posta lungo la rete ferroviaria Roca. Vi fermano i treni a lunga percorrenza della tratta Buenos Aires-Bahía Blanca.